# Норт Вестминстер (Вермонт)
Норт Вестминстер (енгл. North Westminster) град је у америчкој савезној држави Вермонт.

## Демографија
По попису из 2010. године број становника је 247, што је 24 (-8,9%) становника мање него 2000. године.
| Група             | 2000.       | 2010.       |
| Белци             | 258 (95,2%) | 235 (95,1%) |
| Афроамериканци    | 0 (0,0%)    | 2 (0,8%)    |
| Азијати           | 0 (0,0%)    | 4 (1,6%)    |
| Хиспаноамериканци | 4 (1,5%)    | 5 (2,0%)    |
| Укупно            | 271         | 247         |